# Gérard de Vaucouleurs
Gérard Henri de Vaucouleurs (25 de abril de 1918-7 de octubre de 1995) fue un astrónomo francés.

## Biografía
Vaucouleurs nació en París y se apasionó tempranamente por la astronomía amateur. Estudió en la Sorbonne y se graduó en 1939. Después del servicio militar durante la Segunda Guerra Mundial, retomó su investigación.
Realizó estancias en Reino Unido (1949-1951), en Australia (1951-1957), en el Mount Stromlo Observatory, en Arizona (1957-1958), en el Observatorio Lowell, y por último en el Observatorio del Harvard College (1958-1960). En 1960 fue nombrado profesor investigador de la Universidad de Texas en Austin, donde pasó el resto de su carrera. Murió de un ataque al corazón en su casa de Austin, a la edad de 77 años.

## Trayectoria
Se especializó en el estudio de las galaxias y fue coautor de Third Reference Catalogue of Bright Galaxies, con su mujer Antoniette de Vaucouleurs (1921-1987), compañera en la Universidad de Texas en Austin y colaboradora durante toda su vida. Su especialidad incluye reanalizar los atlas de galaxias del Hubble y del Sandage y recalcular las mediciones de distancia, utilizando un método de media de muchos tipos diferentes de métricas cómo la luminosidad, los diámetros de las galaxias de sortija, cúmulos de estrellas más brillantes, etc, en un método que él lo denominó "la difusión de los riesgos". Durante la década de 1950 impulsó la idea que los cúmulos galácticos se agrupaban en supercúmuls.
Clasificación morfológica de las galaxias de De Vaucouleurs es una variante ampliamente utilizada de la secuencia estándar de Hubble.

## Galardones
De Vaucouleurs fue galardonado con el premio Henry Norris Russell por el American Astronomical Society en 1988. Fue galardonado con el premio Jules Janssen de la Sociedad Astronómica de Francia, el mismo año.
También recibió la medalla Herschel en 1980.